# Aymaria dasyops
Aymaria dasyops är en spindelart som först beskrevs av Cândido Firmino de Mello-Leitão 1947. 
Aymaria dasyops ingår i släktet Aymaria och familjen dallerspindlar. Artens utbredningsområde är Bolivia. Inga underarter finns listade.